# 논산 천호리 석조비로자나불좌상
논산 천호리 석조비로자나불좌상(論山 天護里 石造毘盧遮那佛坐像)은 대한민국 논산시 연산면 천호리에 있는, 비로자나불 좌상이다. 고려 태조의 개국사찰이었던 개태사터로부터 약 500m 떨어진 암자에서 발견되었다. 1980년 10월 23일 충청남도의 유형문화재 제91호로 지정되었다.

## 개요
고려 태조의 개국사찰이었던 개태사터로부터 약 500m 떨어진 암자에서 발견된 석불이다. 발견 당시에는 머리가 파손되어 있었으며, 근래에 다시 만들었다.
왼쪽 무릎은 세우고 오른쪽 무릎은 꿇은 공양하는 자세를 하고 있다. 두 손은 가슴 앞에 들어 연꽃가지 등을 들게 했으나 지금은 없어졌다. 이런 자세의 공양보살상은 월정사 석탑공양보살상(국보 제48-2호) 등 몇 구가 있는데, 모두 고려 초기에 만들어진 것으로 주목된다.
단정하면서 통통한 몸집, 큼직한 손과 부피감 있는 팔, 두꺼워진 옷의 선 주름 등이 고려 초기의 새로운 양식적 특징을 잘 보여준다. 후삼국의 통일을 기념하여 만든 점에서 역사적 의의가 높은 작품이다.

## 참고 자료
- 연산천호리비로자나석불 - 국가유산청 국가유산포털